# Seleção Polonesa de Futebol Feminino
A Seleção Polonesa de Futebol Feminino representa a Polônia no futebol feminino internacional. É uma força mediana na Europa. Nas eliminatórias para a Copa de 2007, terminou em quarto lugar no Grupo 3.
1. 1 2 3  «Women's Ranking». www.fifa.com (em inglês). Consultado em 13 de julho de 2022